# Enrique Hormazábal
Enrique « Cua cuá » Hormazábal (né le 6 janvier 1931 à Santiago du Chili et mort le 18 avril 1999 dans la même ville) était un joueur et entraîneur de football chilien.

## Biographie
Il est un joueur influent de l'effectif chilien lors des éditions de la Copa América 1955 et 1956 où le Chili finit à chaque fois deuxième.

## Palmarès
| Saison | Club      | Titre                     |
| ------ | --------- | ------------------------- |
| 1956   | Colo Colo | Primera División de Chile |
| 1960   | Colo Colo | Primera División de Chile |
| 1963   | Colo Colo | Primera División de Chile |